# Kaplica św. Barbary w Rypinie
Kaplica św. Barbary w Rypinie – wzniesiona została z sosnowych bali, przed 1694 roku na ówczesnym przedmieściu Rypina za bramą sierpecką, zwanego Iwanami, w miejscu dawnego kościoła św. Wojciecha. Została zbudowana na pagórku, terenie przeznaczonym pod przyszły cmentarz i miała spełniać rolę kaplicy cmentarnej. Epidemie chorób, w szczególności cholery, spowodowały, że zaniechano pierwotnego planu grzebania tam ofiar tych chorób. Wokół kaplicy przez pewien czas grzebano jedynie niechrzczone dzieci. W roku 1850 kaplica św. Barbary ze względu na zły stan, została gruntownie wyremontowana, co dało jej gwarancję przetrwania co najmniej kilkadziesiąt lat. W 1908 roku staraniem ówczesnego proboszcza i dziekana rypińskiego ks. kanonika Mariana Witkowskiego oszalowano ściany, a także wykonano metalowe ogrodzenie.